# Sjoa
Se även Shewa

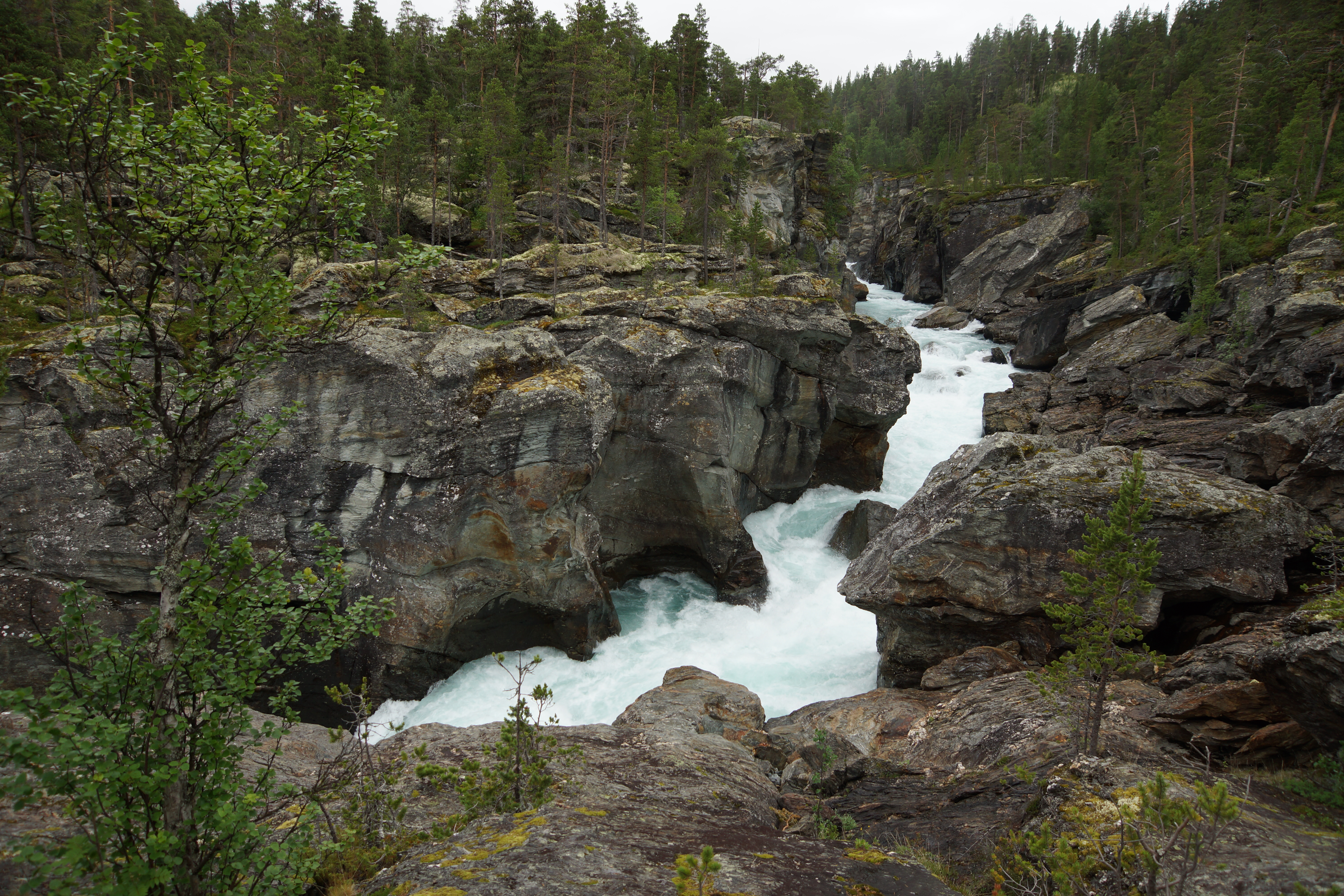

Sjoa är en biflod till Gudbrandsdalslågen som rinner genom Vågå kommun och Sels kommun i Oppland fylke. Sjoa utgår från sjön Gjende (984 m ö.h.), passerar genom Øvre Sjodalsvatnet (953 m ö.h.) och Nedre Sjodalsvatnet (940 m ö.h.), rinner mot nordost och längre ner mot öst och sydost genom Heidal och faller ut i Lågen vid Sjoa stasjon. Avrinningsområdets yta är 1518 km². Nedre delen används flitigt till forspaddling och rafting. Den trånga klyftan Ridderspranget ligger i Sjoa, 6 km söder om Randsverk. Längs Sjoa går det bilväg till Gjende och vidare över Valdresflya till Bygdin och Valdres (Fv. 257 och 51). Älven är skyddad mot vattenkraftsutbyggnad.
Namnet kommer av norrönt Hjó: "den blanka, skinande".